# Jonathan Boffa
Jonathan Boffa (25 de noviembre de 1992) es un deportista italiano que compitió en natación. Ganó una medalla de plata en el Campeonato Europeo de Natación de 2016, en la prueba de 4 × 100 m libre.

## Palmarés internacional
| Campeonato Europeo | Campeonato Europeo     | Campeonato Europeo | Campeonato Europeo |
| Año                | Lugar                  | Medalla            | Prueba             |
| ------------------ | ---------------------- | ------------------ | ------------------ |
| 2016               | Londres ( Reino Unido) | Medalla de plata   | 4 × 100 m libre    |